# Зайончково (Ельблонзький повіт)
Зайончково (пол. Zajączkowo, нім. Haselau) — село в Польщі, у гміні Мілеєво Ельблонзького повіту Вармінсько-Мазурського воєводства.
Населення — 157 осіб (2011).
У 1975-1998 роках село належало до Ельблонзького воєводства.

## Демографія
Демографічна структура станом на 31 березня 2011 року:
|          | Загалом | Допрацездатний вік | Працездатний вік | Постпрацездатний вік |
| -------- | ------- | ------------------ | ---------------- | -------------------- |
| Чоловіки | 79      | 21                 | 54               | 4                    |
| Жінки    | 78      | 15                 | 51               | 12                   |
| Разом    | 157     | 36                 | 105              | 16                   |